# Dorylus brevipennis
Dorylus brevipennis é uma espécie de formiga do gênero Dorylus.